# Uttar Bagdogra
Uttar Bagdogra é uma vila no distrito de Darjiling, no estado indiano de Bengala Ocidental.

## Demografia
Segundo o censo de 2001, Uttar Bagdogra tinha uma população de 15 772 habitantes. Os indivíduos do sexo masculino constituem 52% da população e os do sexo feminino 48%. Uttar Bagdogra tem uma taxa de literacia de 75%, superior à média nacional de 59,5%: a literacia no sexo masculino é de 81% e no sexo feminino é de 68%. Em Uttar Bagdogra, 12% da população está abaixo dos 6 anos de idade.